# Holocaustforschung
Die Holocaustforschung erforscht den Holocaust an etwa sechs Millionen Juden Europas (Shoa) und sein Verhältnis zu weiteren Massenmorden in der Zeit des Nationalsozialismus: darunter dem Porajmos an hunderttausenden Roma, der Aktion T4 an über hunderttausenden Behinderten und der millionenfachen Ermordung von Slawen (siehe NS-Zwangsarbeit, Generalplan Ost, Hungerplan).
Als Teil der umfassenderen NS-Forschung bezieht sich Holocaustforschung auf historische Entstehungsbedingungen, Entscheidungsprozess, Organisation, Durchführung, Täter, Mittäter, Opfer, Auswirkungen und Besonderheiten des Holocaust. Dies wird weltweit erforscht, jedoch besonders in den USA, Großbritannien, Israel, Polen und Deutschland.

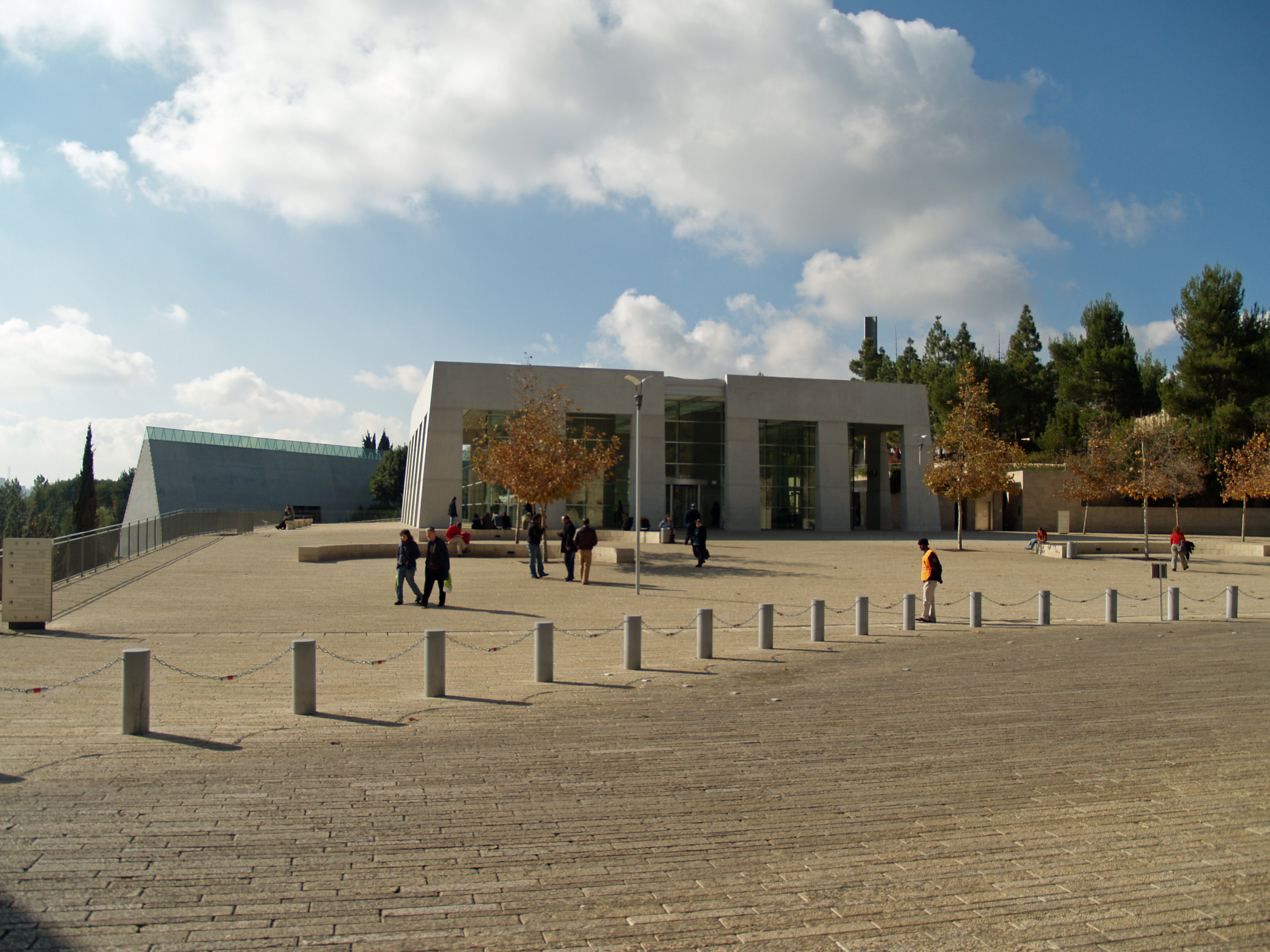
Yad Vashem, Jerusalem, gegr. 1953

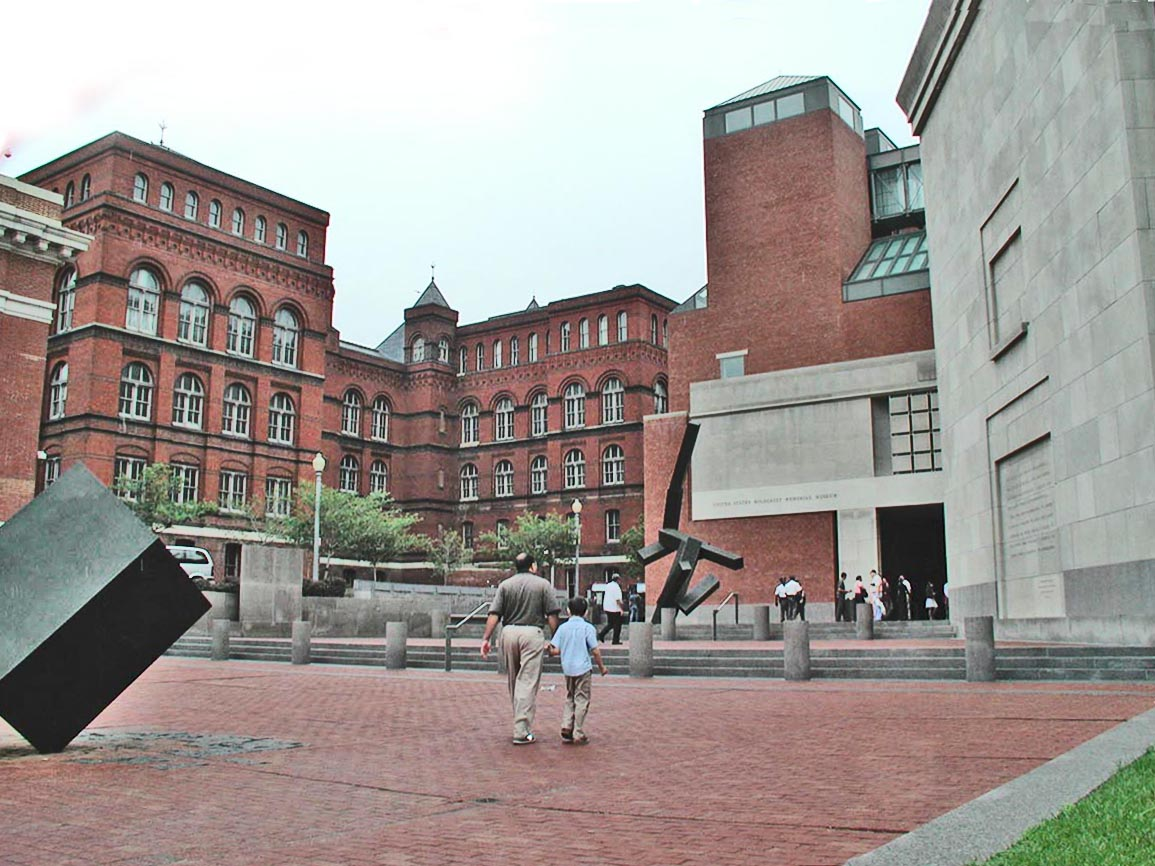
United States Holocaust Memorial Museum, Washington D.C.

## Anfänge

### USA

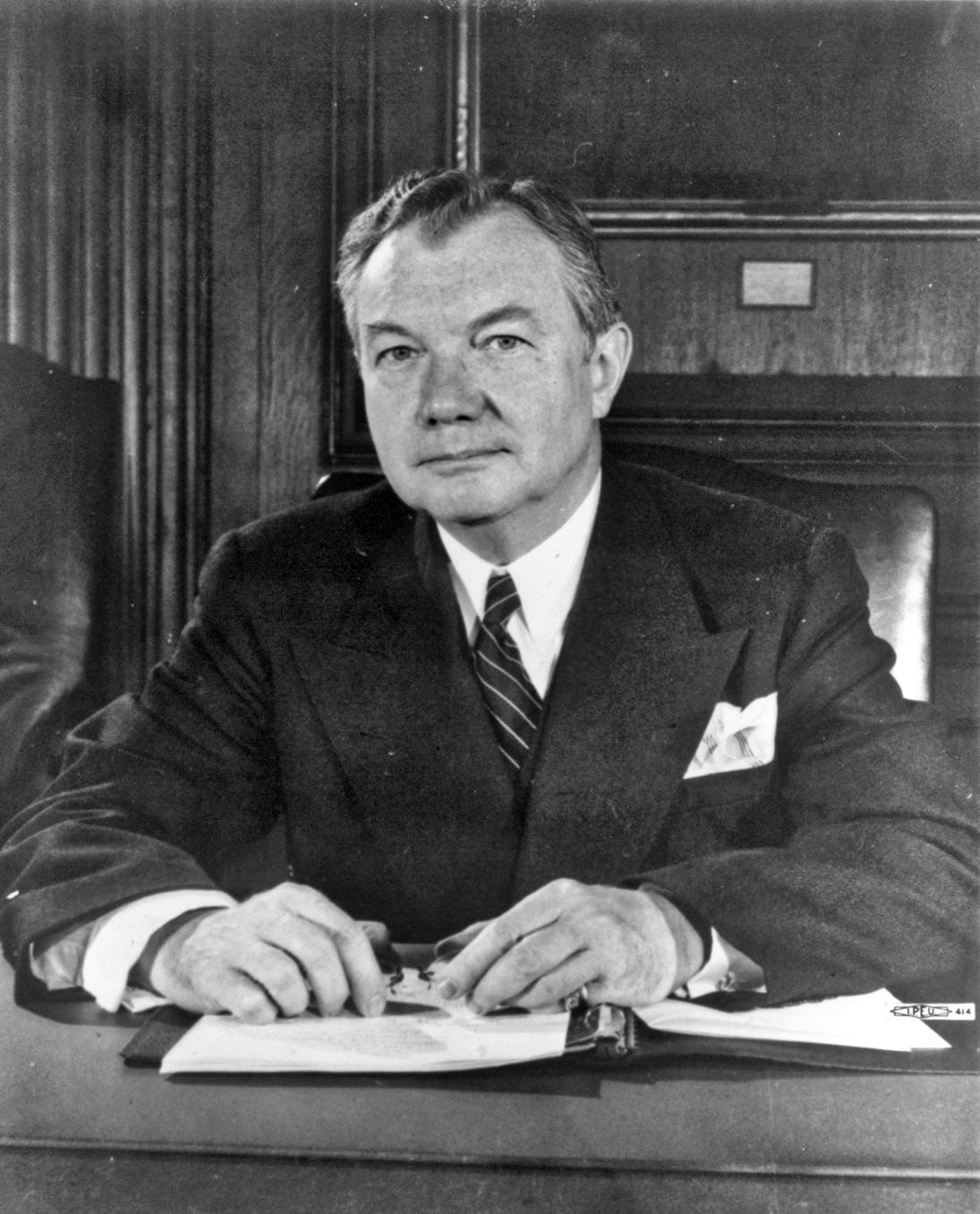
Robert H. Jackson (1892–1954), ehemals Hauptanklagevertreter bei den Nürnberger Prozessen

Schon während des Holocaust sammelten jüdische und nichtjüdische Zeitzeugen und Widerstandskämpfer Berichte von den systematischen NS-Massenmorden an Juden, die ab 1941 bis 1949 in einigen Staaten erschienen.
Holocaustüberlebende und während der NS-Zeit aus Europa emigrierte Historiker schufen die Grundlagen der angelsächsischen Holocaustforschung. Schon 1945 verfügte das von Jacob Robinson 1940 gegründete Institute for Jewish Affairs über ein klares Konzept zum Holocaust, zu den Tätern und Mechanismen der Ausrottung. Dabei wurde von einem zentral geplanten Verbrechen (Intentionalistischer Ansatz) ausgegangen und die Opferschätzungen des Instituts waren nur geringfügig konservativer als die Täterschätzungen von Dieter Wisliceny oder Wilhelm Höttl.
Die Sicherung von NS-Archiven durch die Alliierten und die Sammlung von Zeitzeugenberichten durch Institute zur jüdischen Geschichte bildeten nach dem Krieg eine bessere Forschungsgrundlage. So baute Jacob Robinson das 1925 in Berlin gegründete Institute for Jewish History (YIVO) in New York City ab 1940 neu auf. Er war 1945 als Mitglied der UN-Menschenrechtskommission Berater des US-Chefanklägers Robert H. Jackson und half 1952 beim Aushandeln des Luxemburger Abkommens zwischen Israel und der Bundesrepublik Deutschland.
Sein Mitarbeiter, der polnische Holocaustüberlebende Philip Friedman, hatte bis zur deutschen Besetzung Polens eine Zweigstelle dieses Instituts in Warschau geleitet. Er emigrierte nach dem Krieg in die USA und veröffentlichte die ersten historischen Werke zum Holocaust aus der Opferperspektive. Robinson und Friedman veröffentlichten 1960 das erste regelmäßige Journal zum Holocaust, gefolgt von umfassenden Bibliographien. Diese Sammlungen vornehmlich jüdischer Holocaustliteratur gelten als Grundlagenwerke für die Holocauststudien, die seit 1967 als spezieller Wissenschaftszweig entstanden sind. Dabei spielen Zeugnisse der Opfer eine ebenso entscheidende Rolle wie Zeugnisse der Täter.

### Deutschland
In Deutschland stand unter dem Eindruck der nun bekannt werdenden Details aus den Vernichtungslagern in der unmittelbaren Nachkriegszeit die Frage nach den Schuldigen im Vordergrund, die meist apologetisch beantwortet wurde. Dass die Alliierten die NS-Archive beschlagnahmt hatten, erschwerte die empirische Grundlagenforschung.
Ab 1950 standen die Akten der ersten Nürnberger Prozesse zur Verfügung. Es erschienen zunächst vereinzelte Quellendokumentationen, meist von Holocaustüberlebenden wie Bruno Blau, Hans-Günter Adler und Joseph Wulf. Ab 1960 begann eine schrittweise Rückgabe von Archivbeständen. Die NS-Prozesse in der Bundesrepublik setzten vermehrt empirische Untersuchungen zu den NS-Massenverbrechen in Gang, häufig als Gerichtsgutachten und Gutachten für Wiedergutmachungsbehörden oder als Publikationen der staatlichen Bildungsarbeit.
Ab etwa 1960 setzte eine breitere historische Forschung zur NS-Zeit ein. Vorangetrieben wurde sie 1961 durch das epochale Werk Raul Hilbergs, 1963 durch den Eichmann-Prozess, die These der Prozessbeobachterin Hannah Arendt von der „Banalität des Bösen“ und die Auschwitzprozesse 1963–1966. Die deutsche Forschung konzentrierte sich jedoch stärker als die Forschung in den USA, Israel und Großbritannien auf Aufstiegsbedingungen, „Machtergreifung“, Herrschaftskonsolidierung und Kriegführung des NS-Regimes und thematisierte den Holocaust noch kaum.

## Institutionen
Bereits seit etwa 1942 sammelten und veröffentlichten verschiedene Einrichtungen Dokumente des Holocaust:
- das YIVO: Yidisher visnshaftlekher institut in New York,
- die Wiener Library in London,
- das Centre de documentation juive contemporaine in Paris,
- das Żydowski Instytut Historyczny in Warschau.

1953 wurde in Israel die nationale Gedenk- und Forschungsstätte Yad Vashem gegründet. Dort erscheinen seit 1957 die regelmäßigen Yad Vashem Studies, die als Grundlage der späteren Holocaust Studies in den USA gelten. 1955 gründeten deutsche Juden in Jerusalem das Leo Baeck Institut mit drei Zweigstellen (Jerusalem, London, New York) als internationales Zentrum der Holocaustforschung.
Ab 1967 entstand in den USA eine eigenständige Forschungsrichtung zum Holocaust mit besonderen Lehrstühlen, Forschungsinstituten und Fachzeitschriften. Eine davon unabhängige Einrichtung ist das 1977 gegründete Simon Wiesenthal Center mit Hauptsitz in Los Angeles. Das 1946 gegründete umfangreiche Archiv Wiesenthals befindet sich seit 1954 in Yad Vashem; das von ihm 1961 neu gegründete Dokumentationszentrum des Bundes Jüdischer Verfolgter des Naziregimes befindet sich seit 1975 beim Simon-Wiesenthal-Institut in Wien.
1980 wurde das Holocaust Memorial Museum in Washington, D.C. gegründet. Es besitzt eine eigene Forschungsabteilung und die Fachzeitschrift Holocaust and Genocide Studies.
1994 begann der US-Regisseur Steven Spielberg das Projekt der Shoah Foundation, einer Sammlung von rund 52.000 auf Videos aufgezeichneten Interviews mit Holocaustüberlebenden. Seit 2006 hat die Freie Universität Berlin Zugang zu diesem Archiv der Oral History.
In der Bundesrepublik Deutschland übernahm das 1949 gegründete Institut für Zeitgeschichte eine führende Rolle bei der Sammlung und Herausgabe von Dokumenten des Holocaust. Seit 2009 gibt es in Zusammenarbeit mit dem Bundesarchiv und etwa 40 weiteren internationalen Archiven eine auf insgesamt 16 Bände konzipierte Dokumentenreihe unter dem Titel heraus: Verfolgung und Ermordung der europäischen Juden durch das nationalsozialistische Deutschland 1933–1945.
In Polen legten das Jüdische Historische Institut Warschau und das staatliche Institut für Nationales Gedenken (IPN) je eigene Archive zum Holocaust an, die ab 1989 für die internationale Holocaustforschung geöffnet wurden. Mit dem Deutschen Historischen Institut Warschau entwickelten sie gemeinsame Forschungsprojekte.
1995 wurde in Frankfurt a. M. das Fritz-Bauer-Institut als Studien- und Dokumentationszentrum zur Erforschung der Geschichte und Wirkung des Holocaust gegründet.
2013 wurde das „Zentrum für Holocaust-Studien am Institut für Zeitgeschichte München“ gegründet, das sich als Forum für die internationale Holocaustforschung versteht und mit den Einrichtungen der „European Holocaust Research Infrastructure“ (EHRI) verbunden ist.

## Literatur

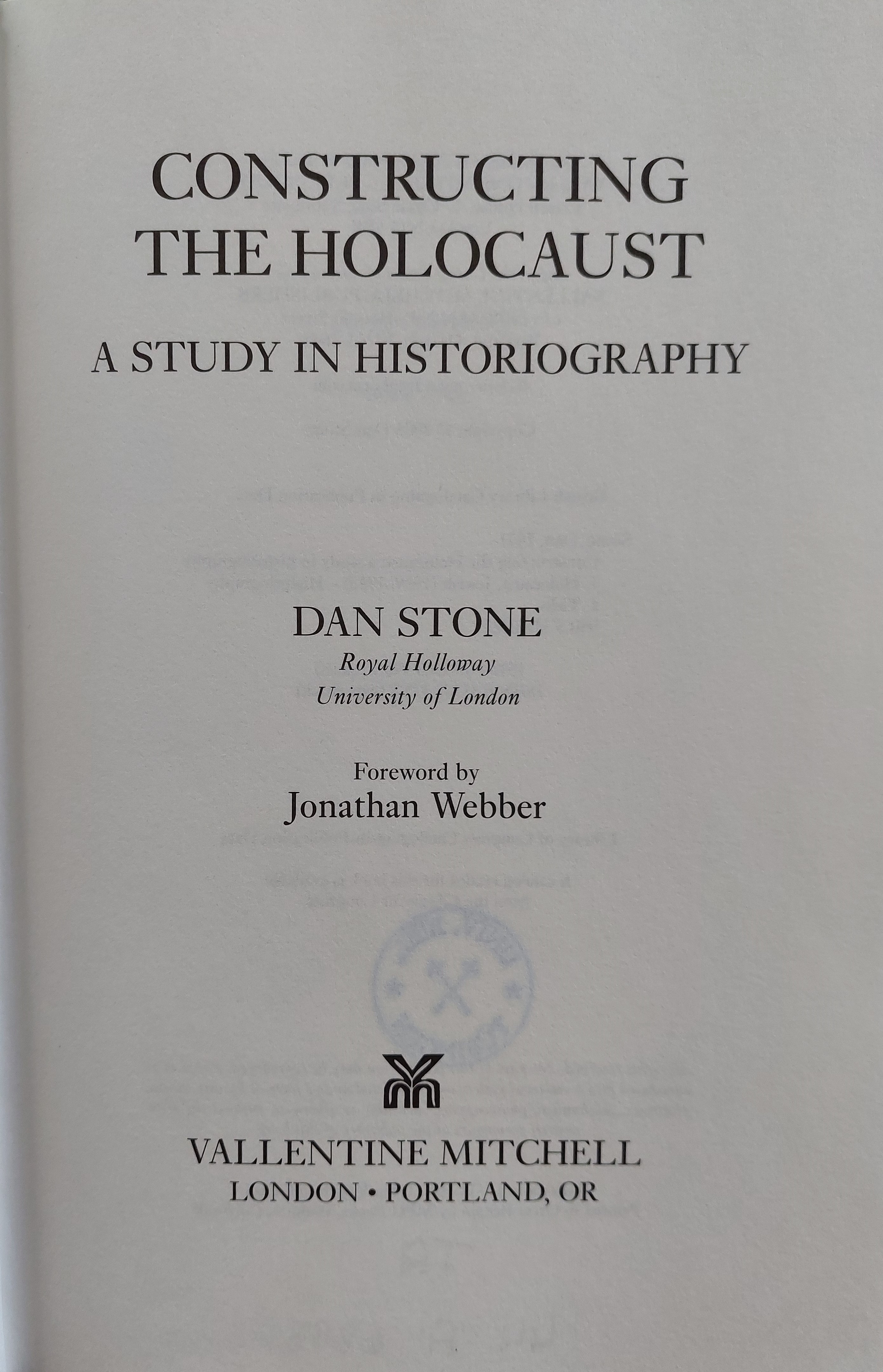
Dan Stone: Constructing the Holocaust (2003)

## Gesamtdarstellungen
Zahlreiche Werke befassten sich zunächst mit Einzelepisoden und Einzelaspekten des Holocaust. Sie lieferten die Basis für spätere Gesamtdarstellungen. Von diesen sind in der internationalen Forschergemeinschaft weitgehend anerkannt:

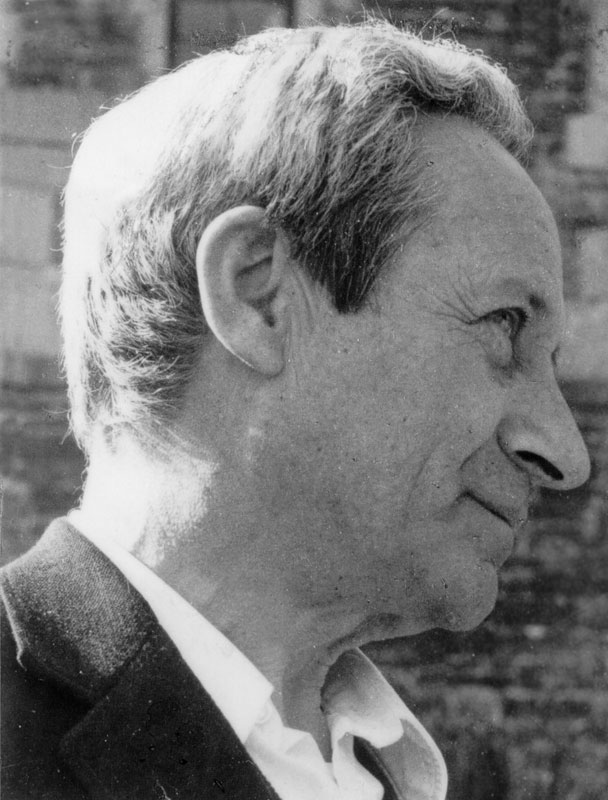
Léon Poliakov, 1952

Léon Poliakovs Breviaire de la haine (1951), englisch erschienen als Harvest of Hate (1979), stützte sich auf die damals zugänglichen Dokumente der Nürnberger Prozesse und andere Quellen aus dem Center for Contemporary Jewish Documentation in Paris. Trotz heute erheblich verbesserter Quellenlage folgt die Forschung nach wie vor weitgehend seinen damaligen Fragestellungen.
Gerald Reitlingers Buch Die Endlösung (1953) basiert auf denselben Quellen, die auch Poliakov auswertete, analysierte sie aber ausgiebiger und bezieht die Judenretter stärker in das Gesamtbild ein. Seine Schätzung der Opferzahlen auf 4,5 Millionen ist inzwischen widerlegt.
Hans-Günter Adler verfasste bis 1949 das historisch-soziologische Werk Theresienstadt 1941–1945. Das Antlitz einer Zwangsgemeinschaft zum Ghetto Theresienstadt, das 1955 veröffentlicht wurde. Er ergänzte es 1958 mit der Dokumentation Die verheimlichte Wahrheit. 1974 erschien seine Forschung zur Bürokratie von Vertreibung und Vernichtung (Der verwaltete Mensch, Studien zur Deportation der Juden aus Deutschland).
Raul Hilbergs 1955 abgeschlossene Dissertation erschien erst 1961 als Buch The Destruction of the European Jews, deutsch: Die Vernichtung der europäischen Juden. Es gilt als Hauptwerk der Holocaustforschung, auf das sich viele weitere Forschungen stützten. Hilberg sichtete dafür ab 1945 zahllose Quellen des NS-Regimes in Deutschland und in den USA. Er untersuchte die Vorgeschichte und ideologische Kontinuitäten ebenso wie die Funktionsweise des NS-Regimes und stellte die bürokratischen Entscheidungsabläufe und das Zusammenwirken der verschiedenen NS-Behörden ins Zentrum seiner Analyse. Die gebundene dreibändige Originalausgabe enthält detaillierte Karten der Vernichtungslager, Ghettos und Deportationen aus den einzelnen Ländern. In der gekürzten Studienausgabe fehlen die Fußnoten.
Nora Levins The Holocaust (1968) beschreibt detailliert die Judenverfolgung ab 1933 und die Reaktionen auf das Bekanntwerden der NS-Massenverbrechen in den besetzten, neutralen und gegnerischen Einzelländern ab 1940. Die Autorin beschreibt das Zusammenwirken von Opfern und Tätern in den betroffenen Gebieten, speziell die Haltung der Judenräte, vergleicht die Bedingungen für die Rettung der meisten Juden Italiens und Frankreichs mit der Auslieferung der meisten Juden der Niederlande und unterzieht die Kollaborateure der NS-Herrschaft einer umfassenden Kritik. Sie berücksichtigt auch das Schicksal der überlebenden KZ-Häftlinge nach ihrer Befreiung, das die meisten Holocaustwerke bislang übergingen.
Lucy Dawidowicz veröffentlichte 1975 The War against the Jews. Sie analysierte wie Levin zunächst die antisemitische Gesetzgebung im Dritten Reich, ihre Ausdehnung und Radikalisierung in den eroberten Gebieten und die Gründe dafür. Der Hauptteil vergleicht die Lebensumstände der Juden vor und nach ihrer Ghettoisierung und beschreibt die Rolle jüdischer Organisationen, die den Nationalsozialisten teilweise unabsichtlich in die Hände gespielt hätten. Für Osteuropa sind die Quellen sehr genau angegeben; aber die Situation in einzelnen Ländern wird nicht gründlich untersucht, und die Opferzahlen werden im Anhang präsentiert. Die Rettungsaktionen in Dänemark und Schweden sowie die Kollaboration in den übrigen Ländern werden nicht dargestellt.
Der israelische Historiker Yehuda Bauer ging 1983 in A History of the Holocaust den Wurzeln des Antisemitismus nach und beschreibt die Wanderungsbewegungen der Juden in Europa als einen Mitgrund dafür. Er gibt dem Scheitern der Weimarer Republik als Aufstiegsgrund der NSDAP breiten Raum. Seine Kritik an Mitläufern und dem Versagen der Großkirchen gegenüber der nationalsozialistischen Judenverfolgung ist zurückhaltender als die seiner Vorgänger. Stattdessen zitiert Bauer Beispiele damaliger christlicher Hilfs- und Rettungsaktionen für Juden und nennt Namen von Judenrettern, die in der Holocaustforschung bisher nicht erwähnt worden waren. Dabei bezieht er sich auch auf Täterquellen, z. B. SS-Akten oder Diplomaten neutraler Länder. Als erster Historiker erwähnt er eine Intervention des Vatikans gegen die Deportation der ungarischen Juden 1944, ohne diese auf päpstliche Initiative zurückzuführen. Die in Israel verfügbaren Quellen, vor allem Berichte Überlebender, hat Bauer dagegen kaum ausgewertet.
Der Brite Martin Gilbert stützte sich 1985 in Der Holocaust vor allem auf zeitgenössische Quellen, die er chronologisch anbietet, und Interviews mit Überlebenden, die er unkommentiert für sich sprechen lässt. Als erster Historiker stellt er schon die Massenmorde beim Überfall auf Polen 1939 als Beginn des Holocaust dar. Diese sieht er als bewusste Beschleunigung des allmählichen Sterbens der parallel oder später ghettosierten Juden durch Verhungern und Seuchen. Seine Darstellung mit Fotos und Augenzeugenberichten von Tätern, Opfern und Beobachtern ist bewusst anschaulich und bezieht die gesamte Breite der Massenverbrechen auch außerhalb der Vernichtungslager ein.
Die Israelin Leni Yahil wertete in The Holocaust (1987) die in Yad Vashem inzwischen gesammelten Materialien aus. Sie erwähnt erstmals die bislang unbeachteten Karaiten und Krimtschaken auf der Krim, von denen nur die zweite Gruppe rassisch verfolgt wurde. Sie betont den jüdischen Widerstand und beschreibt den Glauben der orthodoxen Juden als Hindernis dafür (ohne deren tatsächliche Debatten darüber während der NS-Zeit darzustellen). Sie beschreibt die Rettungsaktionen aller neutralen Länder außer der Türkei und Portugal. Den Antisemitismus beschreibt sie erst ab 1932. Die angebotenen Karten lassen die Unterschiede zwischen deutschen KZs für politische Häftlinge, Arbeits- und Vernichtungslagern nicht erkennen.

## Debatte zur Entscheidung und Planung des Holocaust
In den 1960er und 1970er Jahren überlagerten Konflikte um die Gesamtdeutung der NS-Zeit im Rahmen von Totalitarismus- oder Faschismustheorien besonders in Deutschland die Holocaustforschung. Um 1969 begann ein Grundsatzstreit um die Frage, ob der Holocaust eher programmatisch-ideologische Absichten vollzog („Intentionalisten“, „Programmologen“) oder sich eher aus widersprüchlichen und chaotischen Strukturen entwickelte („Strukturalisten“, „Funktionalisten“). Die empirische Detailforschung zum Holocaust war davon anfangs kaum berührt, wurde aber seit etwa 1975 zunehmend in diesen Streit einbezogen.
Teilaspekt war die Frage nach Zeitpunkt und Rolle konkreter Befehle Hitlers zur Durchführung des Holocaust. Alan Bullock (Hitler, 1952) hatte Hitler als treibende Kraft bei der gesamten NS-Judenpolitik dargestellt; Gerald Reitlinger (Die Endlösung, 1953) hatte einen im Frühjahr 1941 erteilten „Führerbefehl“ zum Holocaust fraglos angenommen. Dieser Sicht folgend verwiesen etwa Eberhard Jäckel (Hitlers Weltanschauung, 1969) und Joachim Fest (Hitler. Eine Biographie, 1973) auf die kontinuierliche Radikalität öffentlicher Drohungen Hitlers gegen die Juden. Lucy Dawidowicz (Der Krieg gegen die Juden, 1975) zufolge soll Hitler die Judenvernichtung schon seit den 1920er Jahren geplant und daran unbeirrbar festgehalten haben.
Im Gefolge Hilbergs betonte Uwe Dietrich Adam (Judenpolitik im Dritten Reich, 1972) auf breiterer Quellenbasis dagegen, dass Hitler den „Prozess der Vernichtung“ zwar abgesegnet, aber nicht langfristig geplant habe. Vielmehr seien die Judendeportationen und Massenerschießungen unter teilweise chaotischen Begleitumständen nach der militärischen Niederlage im Russlandkrieg ausgeweitet und verschärft worden. Dies habe auch Hitler selbst in seinen Entscheidungsspielräumen eingeengt.
Der britische Geschichtsrevisionist und spätere Holocaustleugner David Irving behauptete 1977 (Hitlers Krieg. Die Siege 1939–1942), Hitler habe erst im Oktober 1943 von der organisierten Judenvernichtung erfahren; Heinrich Himmler und Reinhard Heydrich hätten diese eigenmächtig initiiert. Darauf antwortete zuerst Martin Broszat mit einer differenzierten Analyse der Quellen im Kriegsverlauf. Er kam zu dem Ergebnis, dass Hitlers fanatischer Judenhass und seine Gesamtverantwortung für den Holocaust unbestreitbar seien. Aber der Holocaust sei „nicht nur aus vorgegebenem Vernichtungswillen“ zu erklären, „sondern auch als ‚Ausweg’ aus einer Sackgasse, in die man sich selbst manövriert hatte“. Es sei wahrscheinlich, „dass es überhaupt keinen umfassenden allgemeinen Vernichtungsbefehl gegeben hat, das ‚Programm’ der Judenvernichtung sich vielmehr aus Einzelaktionen heraus bis zum Frühjahr 1942 allmählich und faktisch entwickelte“.
Hans Mommsen wurde 1976 Hauptvertreter dieser „strukturalistischen“ Deutung des Holocaust in Deutschland: Er sieht diesen als Ergebnis einer „kumulativen Radikalisierung“, für die Hitler, die Berliner Machtzentralen des NS-Regimes und die regionale Verwaltungsbürokratie in den eroberten Gebieten gleichermaßen verantwortlich gewesen seien. Er bekräftigte 1979, der ständige Konkurrenzkampf untergebener NS-Stellen um die „Gunst des Führers“, das Eigengewicht „sekundärer bürokratischer Apparaturen“ und die „Segmentierung der Verantwortlichkeiten“ habe eine Eigendynamik bewirkt, so dass es keines „förmlichen, geschweige denn schriftlich fixierten Befehls von seiten Hitlers“ mehr bedurft habe. 1983 betonte er nochmals, die „politisch-psychologische Gesamtstruktur“ des NS-Systems müsse rekonstruiert werden, um den Holocaust angemessen erklären zu können.
Dagegen zeichnete der Brite Gerald Fleming 1982 eine Kontinuitätslinie von Hitlers frühem Antisemitismus zu seinen Äußerungen zur „Judenpolitik“ 1941: Er wies nach, dass Hitler sich von Januar bis Juni 1941 intensiver als zuvor damit befasste. Darum erklärte er etwa seinen Befehl, ihn persönlich regelmäßig über die seit Juni 1941 laufenden Massenerschießungen sowjetischer Juden zu unterrichten, als Vollzug eines lange gehegten Plans. Christopher Browning belegte mit einer genauen Analyse der Aktenbestände des Auswärtigen Amtes die Ausweitung der Massenerschießungen seit Juni 1941 und widerlegte damit Broszats Annahme, der Holocaust habe sich erst 1942 aus einer „Sackgasse“ der militärischen Kriegsplanung, von der die Deportationen abhängig gewesen seien, entwickelt. Er hält es zudem für wahrscheinlich, dass Hitler im Juli 1941 in die konkrete Vorbereitung des Holocaust durch Himmler und Heydrich einwilligte und die dadurch ausgelösten Durchführungspläne im Oktober und November 1941 billigte.
Peter Longerich stellte als Gerichtsgutachter für den Prozess David Irvings gegen Deborah Lipstadt (London 1996–2000) nochmals alle Dokumente zusammen, die Hitlers Wissen vom und Initiative beim Holocaust belegen.
Wegen vieler schriftlich dokumentierter Aussagen höchster NS-Amtsträger gelten mündliche „Führerbefehle“ zur Judenvernichtung heute als erwiesen. Nur mit Hitlers Erlaubnis, Billigung und Anordnung, so der weitgehende historische Konsens, konnten untergebene NS-Tätergruppen die Juden systematisch ausrotten. Christopher Browning stellte ferner Übereinstimmung zwischen Intentionalisten und Strukturalisten in folgenden Punkten heraus:
- Der Holocaust wurde nicht an einem einzelnen Datum beschlossen, sondern entwickelte sich in Wechselwirkung mit der Kriegslage.
- Dieser Prozess radikalisierte sich stufenweise von unorganisierten Massakern im Polenfeldzug über umfassende Deportationspläne bis zu Massenerschießungen und dem Bau und Betrieb von Vernichtungslagern.
- Die wichtigsten Entscheidungen zum Holocaust fielen in der zweiten Jahreshälfte 1941.[20]

Im Rahmen dieses Konsenses setzen einige Historiker eigene Akzente, deuten und gewichten bestimmte Dokumente und Faktoren verschieden. Nach Longerich schlug die Vertreibung der Juden schon im Herbst 1939 zum Massenmord um. Alle seit dem Polenfeldzug geplanten und durchgeführten Judendeportationen hätten mittelfristig ihre Vernichtung angestrebt und einkalkuliert. Diese sei dann nur noch zunehmend ausgeweitet und beschleunigt worden. Dabei habe es vier Eskalationsstufen gegeben. Seit Juli 1942 seien die Deportierten sofort nach Ankunft am Zielort ermordet worden; damit sei der Entschluss zur „Endlösung“ unumkehrbar geworden.
Ähnlich deutete Magnus Brechtken den Madagaskarplan als Todesurteil für das europäische Judentum: Er habe sich nur in Ort und Methode von der Vergasung in Auschwitz unterschieden. Richard Breitman zufolge kalkulierten die Planer des Russlandfeldzugs Anfang 1941 bereits die Vernichtung großer Bevölkerungsteile der zu erobernden Gebiete ein. Dieser Grundsatzentscheidung seien Ende August/Anfang September 1941 die Entscheidungen zur praktischen Durchführung der Judenmorde gefolgt.
Dem widersprach Philippe Burrin: Die sowjetischen Juden seien erst infolge des gescheiterten Blitzkrieges zur unterschiedslosen Ermordung freigegeben worden. Seit Oktober 1941 habe Hitler seinen am 30. Januar 1939 artikulierten bedingten Vorsatz zur Judenvernichtung in die Tat umgesetzt.
Dagegen betonte Browning im Anschluss an frühere Thesen von Christian Streit und Alfred Streim, die Befehle zur Ermordung auch der jüdischen Frauen und Kinder in den sowjetischen Gebieten seien nicht aus Enttäuschung über den ausgebliebenen Blitzsieg, sondern noch während der Siegesgewissheit ergangen. Anfang Oktober sei der Mordbeschluss dann auf alle europäischen Juden ausgedehnt worden; dabei habe Himmlers Drängen auf mehr Kompetenzen für die SS eine wichtige Rolle gespielt. Auch Dieter Pohl, Götz Aly und Peter Witte sehen im Oktober 1941 den kritischen Wendepunkt der NS-Judenpolitik.
Dem widersprachen Hans Safrian, L.J. Hartog und Christian Gerlach: Sie sehen den Dezember 1941 als Schlüsselzeitraum und den Eintritt der Vereinigten Staaten in den Zweiten Weltkrieg als auslösenden Faktor. Safrian zufolge wurde die Vertreibung der sowjetischen Juden Anfang Dezember unmöglich, so dass die Wannseekonferenz verschoben wurde, um andere Optionen auszuarbeiten. Für Hartog setzte der japanische Angriff auf Pearl Harbor Hitlers eigentliches Streben nach Judenvernichtung frei: Es sei obsolet geworden für ihn, die deutschen Juden als Geiseln zum Erpressen der USA zu benutzen, um deren Kriegseintritt zu verzögern. Er habe die Juden unter allen Umständen ausrotten wollen und dazu auch den Weltkrieg geführt.
Gerlach datiert Hitlers Entscheidung exakt auf den 12. Dezember 1941: An jenem Tag habe Hitler seinen engsten Vertrauten mitgeteilt, dass er die Judenfrage endgültig durch Ermordung aller europäischen Juden lösen wolle. Dies bestätigten Tagebucheinträge von Goebbels am 16. Dezember und andere, bislang unbeachtete Dokumente.
Saul Friedländer datiert den Übergang zum Holocaust auf den Spätherbst 1941 und erklärt ihn mit Burrin und Gerlach als Reaktion auf das Scheitern des Blitzkrieges und den Kriegseintritt der USA. Zugleich betont er die ideologische Konstante in Hitlers Denken: Er habe daran geglaubt, die Welt von „dem Juden“ als dem absolut Bösen befreien zu müssen. Die „Endlösung“ sei somit als Versuch einer Erlösung zu deuten.

## Singularitätsdebatte
Als „Singularität“, „Einzigartigkeit“ (englisch uniqueness) oder „Beispiellosigkeit“ (unprecedentedness) bezeichnet man besondere historische Merkmale, die den Holocaust bisher von allen anderen Völkermorden und Massenmorden der Geschichte unterscheiden.
1978 entstand in den USA bei der Planung des Holocaust Memorial Museums ein Streit um die Definition des Holocaustbegriffs: Vertreter nichtjüdischer Opfergruppen wollten ihre Verfolgung in der NS-Zeit als Teil des Holocaust in dessen nationales Gedenken einbezogen sehen. In der dadurch angestoßenen Forschung betonten die meisten israelischen, deutschen, britischen und US-amerikanischen Holocaustforscher die Singularität des Holocaust hinsichtlich der realen und angestrebten Opferzahlen, der staatlichen Planung als gesellschaftliches Gesamtprojekt und seiner systematischen und auch industriellen Durchführung. Eine Minderheit bestreitet diese Singularität und betont Parallelen von Vernichtungszielen, Durchführung und Größenordnung zu anderen Völkermorden.
Die vergleichende Völkermordforschung hat sich erst im Gefolge dieser Kontroverse entwickelt. Sie lehnt die Deutung der Singularität als „Unvergleichbarkeit“ ab, weil die einmaligen Besonderheiten des Holocaust erst im Vergleich mit anderen Völkermorden feststellbar seien. Einige ihrer Spezialuntersuchungen zur Entstehung, Planung und Durchführung anderer Völkermorde haben die Grundannahme der meisten Holocaustforscher zur Singularität bestätigt.
In Deutschland entstand eine Singularitätsdebatte seit 1986 im Historikerstreit um die Thesen von Ernst Nolte: Dieser deutete die Arbeitslager Stalins als unmittelbare Vorbilder der nationalsozialistischen Arbeits- und Vernichtungslager und den Holocaust als vorbeugende Vernichtung von Menschengruppen, die erst im Krieg gegen die Sowjetunion und als Reaktion auf die kommunistische Ideologie zu Feinden erklärt worden seien. Geschichtsrevisionisten griffen Noltes Thesen auf, um den Holocaust als gewöhnlichen, nicht qualitativ von anderen Großverbrechen unterscheidbaren Massenmord zu relativieren.

### Kriterien und Argumente
Dagegen haben viele Historiker die singulären Besonderheiten des Holocaust hervorgehoben, so Israel Gutman 1987:

„Er entsprang nicht einem wirklichen Konflikt zwischen dem deutschen Volk und den Juden in Deutschland oder in der Welt. In Wahrheit waren die Juden ein loyaler und ergebener Teil der deutschen Gesellschaft; sie leisteten einen großen Beitrag zur Entwicklung und zur Blüte der deutschen Wirtschaft, Wissenschaft und Kultur. […] Es handelte sich vielmehr um einen Vernichtungsfeldzug, der sich aus der Rassenideologie der Nazis ergab und nur aus diesem Grund beschlossen wurde. […] Doch die nationalsozialistische Rassenlehre beschränkte sich nicht darauf, den Juden als ein Wesen zu definieren, das entgegen dem von der darwinistischen Theorie festgelegten Prozess der natürlichen Auslese, Anpassung und des Überlebens minderwertige rassisch-biologische Wesenszüge angenommen hätte. Nach Hitlers Grundsätzen waren die Juden weder eine religiöse noch eine nationale Gruppe, sondern eine machthungrige, gut organisierte subversive ‚Rasse‘, die sich das Ziel gesetzt hatte, den natürlichen Wettkampf der menschlichen Rassen aufzuheben… Auf solchen grundlosen Behauptungen beruhte der ‚Krieg‘ gegen die Juden, der ständig verschärft wurde, bis er das Stadium der unnachgiebigen physischen Vernichtung erreichte. […] Das Ziel war, alle Juden ohne Rücksicht auf Alter, Geschlecht, Anschauung, Beruf oder Stand zu fangen und zu töten.“

Eberhard Jäckel nennt als entscheidende historische Besonderheit des Holocaust, dass „noch nie zuvor ein Staat mit der Autorität seines verantwortlichen Führers beschlossen und angekündigt hatte, eine bestimmte Menschengruppe einschließlich der Alten, der Frauen, der Kinder und der Säuglinge möglichst restlos zu töten, und diesen Beschluss mit allen nur möglichen staatlichen Machtmitteln in die Tat umsetzte.“
Dieter Pohl sieht als Besonderheiten des Holocaust, auch gegenüber anderen NS-Massenmorden, ein staatliches Programm, eine Gruppe von Menschen nur wegen ihrer Herkunft restlos und in kürzester Zeit zu ermorden, beruhend auf einer zur Staatsdoktrin des Deutschen Reiches erhobenen Judenfeindschaft mit Merkmalen einer Welt-Verschwörungstheorie, die sich daher rasant verbreiten und für große Bevölkerungsteile „handlungsrelevant“ werden konnte:

„Für die Explosivität des Antisemitismus im Vergleich zu den anderen Vorurteilen sorgte vor allem der von vielen geteilte Glaube, Juden seien als Kollektiv dabei, die Welt zu beherrschen, sie seien eine Bedrohung für die Menschheit.“

Dies habe den Massenmord dennoch nicht zwangsläufig verursacht:

„Vielmehr ist die fundamentale Bedeutung der Expansionspolitik für die Eskalation der Gewalt zu unterstreichen, die generell mörderische Politik in Osteuropa wie auch die Zersetzung konventioneller Politikstrategien. Utopische Pläne zur Neugestaltung und die radikale Ausbeutung der besetzten Gebiete setzten jegliche Ansätze zu einer rechtmäßigen Politik außer Kraft. Immer mehr Extremisten wetteiferten um ein möglichst radikales Vorgehen gegen die Juden. Dieses Verbrechen war zugleich von einem gigantischen Raubzug begleitet. In den Köpfen der Antisemiten geisterte die Vorstellung, Europas Juden besäßen sagenhafte Reichtümer. So war jede Verfolgungsmaßahme auch von der Enteignung begleitet…“

Pohl hebt „gravierende Unterschiede“ zu Massenmorden unter Stalin hervor: Dort hätten Diktatur und Staatsterror die Politik schon seit 1918 bestimmt und sich vornehmlich gegen eigene Bürger gerichtet:

„In Deutschland hingegen konnte man einen Absturz der Zivilisation beobachten, den wohl niemand für möglich gehalten hatte. Nachdem der Krieg von Hitler entfesselt war, ermordete das nationalsozialistische Regime in fast vier Jahren […] einen erheblichen Teil der europäischen Bevölkerung; an die 97 % aller Ermordeten waren Ausländer. Spezifisch war vor allem das Ziel und das daraus resultierende Vorgehen: der Versuch, eine Minderheit mit allen Männern, Frauen und Kindern restlos auszurotten, wo man ihrer habhaft wurde. Allein schon das Verbrechen an jüdischen Kindern sucht seinesgleichen…Mindestens 1,5 Millionen jüdische Kinder wurden im Zweiten Weltkrieg umgebracht“

Yehuda Bauer bezeichnete 2006 den Holocaust als einzigartige, vorher nie dagewesene Form eines Genozids, gemessen an dessen UN-Definition:

„Weil er zum Tod jedes Einzelnen mit drei oder vier jüdischen Großeltern führen sollte. Mit anderen Worten: Das Verbrechen dieser Menschen war, überhaupt geboren zu sein. […] Alle anderen Genozide, die es vor, während und nach dem NS-Regime gab, waren lokaler Natur, d. h., der Genozid ereignete sich innerhalb einer bestimmten geografischen Region. Im Falle des Holocaust hatte Deutschland jedoch jeden einzelnen Juden auf der ganzen Welt im Visier. Die NS-Ideologie war eine universale, globale und mörderische Ideologie. […] [Sie] wurzelte nicht in einem politischen, ökonomischen oder militärischen Pragmatismus. Sie gründete auf der puren Fantasie von einer jüdischen Verschwörung, die angeblich die ganze Welt beherrschte. […] Die Juden aber hatten den niedrigsten Rang im Lager. Ihre Erniedrigung erreichte Tiefen, wie man sie in der Geschichte nie zuvor gekannt und erfahren hatte.“

Später lehnte er den Begriff der Einzigartigkeit ab und sprach nur noch von der Präzedenzlosigkeit der Shoa, die sich in dem unbedingten Vernichtungswillen der Nationalsozialisten und der Systematik der Organisation des Tötens zeige: Dafür gebe es in der Geschichte kein Beispiel.
Peter Longerich dagegen erklärte, die Singularität des Holocaust lasse sich weder mit der reinen Opferzahl noch mit einer besonderen historischen Rolle jüdischer Opfer oder dem Umstand, dass die Mörder einer Kulturnation angehörten, begründen:

„Die These von der Einzigartigkeit des Holocaust lässt sich hingegen wohl nur dann aufrechterhalten, wenn man die Intentionen der Verfolger zur vollständigen Ermordung der Juden hervorhebt und gleichzeitig den systematischen Charakter der Verfolgungsmaßnahmen und Massentötungen betont, bis hin zur Existenz von regelrechten Tötungsfabriken. Legt man diese Definitionskriterien an, so spricht einiges dafür, dass der Holocaust tatsächlich beispiellos ist.“

Dies könne vergleichende Genozidforschung bestätigen, da sich eine Absicht vollständiger Ausrottung und analoge Systematik für nichtjüdische Opfergruppen nicht nachweisen lasse; am ehesten ähnele der Völkermord an den Armeniern dem Holocaust darin.
Den Vorrang der Judenvernichtung auch im Kriegsverlauf zeigen folgende Maßnahmen: Die Nationalsozialisten und ihre Helfer organisierten in den überfallenen europäischen Staaten (u. a. Polen, Frankreich, Niederlande, Tschechoslowakei, Sowjetunion) sofort den Zugriff auf die jüdischen Bevölkerungsteile, nicht aber auf andere im Deutschen Reich verfolgte Opfergruppen wie Behinderte und Homosexuelle. Sie gaben der Ghettoisierung und Deportationen in Konzentrations-, Arbeits- und Vernichtungslager seit 1941 in Osteuropa absolute Priorität. Von der Wehrmacht dringend benötigtes Material wurde zunächst an die Vernichtungslager geliefert; dafür wurde sogar verzögerter Nachschub für die Front in Kauf genommen, ohne Rücksicht auf Nachteile für die Kriegführung. Staatsbehörden, Wehrmacht und Einsatzgruppen arbeiteten dabei Hand in Hand, wie etwa im Nürnberger Einsatzgruppen-Prozess nachgewiesen wurde (siehe auch Verbrechen der Wehrmacht).
Für Saul Friedländer zeigen Heinrich Himmlers Posener Reden, dass den Tätern der Ausnahmecharakter ihrer Judenvernichtung vollauf bewusst war. Wie Glaubens- oder Parteigegner in Mittelalter und Neuzeit hätten sie ihre Ziele zwar „mit Stolz propagiert und im Sinne einer ideologischen Notwendigkeit als verbindliches Ziel allgemein und wie selbstverständlich anerkannt“, aber dennoch die Durchführung nach außen strikt geheim gehalten. Himmlers Forderung an seine Hörer, dieses „niemals geschriebene und niemals zu schreibende Ruhmesblatt unserer Geschichte“ als Geheimnis mit ins Grab zu nehmen, erklärt Friedländer wie folgt:

„Hier deutet Himmler an, dass er und die Anwesenden sich – in diesem Falle – einer absoluten Grenzüberschreitung bewusst sind, was die nachfolgenden Generationen nicht verstehen werden, nicht einmal als notwendiges Mittel zum ‚gerechtfertigten‘ Zweck. […] Die für alle Zeiten auferlegte Geheimhaltung kann nur bedeuten, dass es kein ‚höheres‘, ‚stichhaltiges‘ Argument gibt, das eine derartige totale Vernichtung in den Augen der Nachwelt ‚rechtfertigen‘ könnte. […] Meiner Ansicht nach liegt darin ein nicht unwesentlicher Unterschied zwischen dem nationalsozialistischen und dem stalinistischen ‚Vorhaben‘. Ganz abgesehen davon, wieviele Verbrechen von und unter Stalin begangen wurden, formal wurden sie im Namen eines universalen ‚Ideals‘ begangen, oder – genauer – dieses Ideal wurde höchstwahrscheinlich von den Tätern selbst als Erklärung für ihr Handeln aufrechterhalten. Nehmen wir Himmlers feierlichen Wunsch nach Geheimhaltung ernst, dann wird die Ausrottung der Juden durch die Nazis zu einem Ziel, das kein ‚höherer, allgemein verständlicher‘ Zweck rechtfertigen kann. Infolgedessen scheint die Einzigartigkeit des nationalsozialistischen Vorhabens nicht nur in der Tat selbst zu liegen, sondern auch in der Sprache der Täter und in der Art und Weise, wie diese sich selbst wahrgenommen haben.“

Demnach habe die für die Nationalsozialisten selbst aus keinem umfassenderen Ziel zu rechtfertigende Judenvernichtung „für eine Amoralität jenseits aller Kategorien des Bösen“ gestanden. Auch die verbreitete Verleugnung und Verdrängung der bekannten Tatsachen der Judenverfolgung in der Bevölkerung, auch bei den Opfern selber, weise auf einen „gemeinsamen Nenner“ hin: „Die ‚Endlösung’ war gewissermaßen ‚undenkbar’.“

### Einwände
Der Althistoriker Christian Meier betonte 1990, Singularität des Holocaust könne nicht Unvergleichbarkeit meinen, sondern nur, dass die nur durch Vergleiche feststellbaren NS-Verbrechen derart aus der Reihe anderer Verbrechen herausragten, dass damit „ein neues Kapitel in der Geschichte aufgeschlagen ist“. Der Althistoriker Egon Flaig kritisierte die Singularitätsthese 2007 als trivial: Jedes historische Ereignis sei in seiner Weise einzigartig und unwiederholbar.
Im Anschluss an die Thesen Ernst Noltes bestreitet Stéphane Courtois seit 1997 die Singularität des Holocaust hinsichtlich der Opferzahlen und ideologischen Ursachen. Die Nationalsozialisten hätten mit ihren Konzentrationslagern auf Gulags im Stalinismus reagiert. Die Massenverbrechen in von der totalitären Ideologie des Staatskommunismus beherrschten Systemen überstiegen im Gesamtergebnis die des Holocaust weit. Dessen behauptete Singularität habe diese historische Erkenntnis verstellt.
Manche Forscher stellten einen auf völlige Ausgrenzung und teilweise Ausrottung zielenden Rassismus auch bei anderen Völkermorden fest, etwa beim Völkermord an den Nama und den Herero 1904 und beim Völkermord an den Armeniern 1909–1917. Die US-Autoren Ward Churchill und David Stannard beschrieben die allmähliche, etwa 400-jährige weitgehende Dezimierung der Ureinwohner Amerikas („Indianer“) als mit dem Holocaust vergleichbaren, von einer Ausrottungsabsicht bestimmten Völkermord. Sie verbanden dies mit scharfen Angriffen auf US-Historiker, die an der Singularität des Holocaust festhalten.
Einige Historiker haben den NS-Massenmord an Roma und Sinti („Porajmos“) mit dem Holocaust verglichen, um so Gleichstellungs- und Entschädigungsansprüche von Opfernachfahren dieser NS-Verfolgten zu unterstützen. Dies führte 1998/99 zu einer öffentlichen Kontroverse zwischen Yehuda Bauer und Gilad Margalit auf der einen, Romani Rose vom Zentralrat Deutscher Sinti und Roma und dem Historiker Silvio Peritore auf der anderen Seite. Wolfgang Wippermann hält im Ergebnis einer Studie von 2005 fest, der Genozid an Sinti und Roma sei ebenso singulär gewesen wie der an den Juden, weil beide rassistisch motiviert waren, vom NS-Regime geplant und befohlen wurden, auf Ausrottung zielten und systematisch vollzogen wurden.
Der Theologe und spätere Bundespräsident Joachim Gauck warnte 2006 in einem Vortrag vor der Robert Bosch Stiftung davor, den Judenmord in eine Einzigartigkeit zu überhöhen, die ihn dem Verstehen und der Analyse seiner Ursachen entziehe. Eine solche „Entweltlichung des Holocaust“ rücke das historische Geschehen in eine religiöse Dimension: Es erscheine nunmehr als „das absolute Böse“, aus dem „bestimmte postreligiöse Milieus“ eine Orientierung würden zu gewinnen hoffen, die ihnen durch den Verlust des „Koordinatensystem[s] religiöser Sinngebung“ abgehe.
Der Journalist Jens Jessen stellte in seiner Laudatio für Götz Aly anlässlich der Verleihung des Ludwig-Börne-Preises 2012 eine Gemeinsamkeit von Faschismustheorien, die den Kapitalismus als eigentliche Ursache des Nationalsozialismus betrachten, mit der in scharfem Gegensatz dazu gesetzten Totalitarismustheorie sowie der ihrerseits im Widerspruch dazu formulierten Singularitätsthese fest. Jessen zufolge ordnen diese Theorien den Nationalsozialismus in einen größeren Zusammenhang ein und lösen dadurch die Verbrechen gegen die Juden aus ihrer persönlichen Zurechenbarkeit. Sie lenkten davon ab, dass gewöhnliche Deutsche daran teilhatten oder davon profitierten. Dasselbe leiste auch die Singularitätsthese: „Was außerhalb aller menschlichen Vorstellungskraft geschehen ist, unvergleichbar, unwiederholbar, einzigartig, muss und kann von niemandem auf sich bezogen werden. Tatenlose Reue ist alles, was bleibt.“
Der amerikanische Holocaustforscher Michael Rothberg plädiert in seinem erstmals 2009 erschienenen Buch aus einer postkolonialen Perspektive für eine „multidirektionale Erinnerung“: Er kritisiert eine Rivalität zwischen den verschiedenen Opfergruppen, sodass im Sinne eines Nullsummenspiels die Erinnerung an den Holocaust die Erinnerung an die Sklaverei in den Vereinigten Staaten marginalisiere und umgekehrt. Um, wie er es vorschlägt, in einer nicht-kompetitiven Weise an alle Massenverbrechen zu erinnern und einen Austausch zwischen den verschiedenen Gedenkkulturen zu ermöglichen, dürfe aber keine Gruppe beanspruchen, ihre Erfahrung sei einzigartig. Das Erscheinen der deutschen Übersetzung des Buches löste im Jahr 2021 eine heftige Debatte aus.
Am 23. Mai 2021 veröffentlichte der australische Genozidforscher A. Dirk Moses im Schweizer Online-Magazin Geschichte der Gegenwart einen Aufsatz, in dem er die Singularität der Shoa als eines der Dogmen des erinnerungskulturellen „Katechismus“ der Deutschen bezeichnete. Damit löste er unter Journalisten und Wissenschaftlern eine Kontroverse aus, die als Katechismusdebatte bzw. Zweiter Historikerstreit bezeichnet wird.

## Forschung zur Durchführung
Seit Mitte der 1960er Jahre wuchsen die historischen Detailkenntnisse zur Durchführung des Holocaust in den von NS-Deutschland besetzten Einzelstaaten. Jacob Presser beschrieb 1965 die nationalsozialistische Verfolgung der Juden in den Niederlanden, Leni Yahil 1969 in Dänemark, Frederick Charry 1972 in Bulgarien, Meir Michaelis 1978 in Italien, Michael Marrus und Robert Paxton 1981 in Frankreich, Randolph L. Braham 1981 in Ungarn. Helen Fein verglich 1979 erstmals die Durchführung des Holocaust in verschiedenen Ländern.
Adalbert Rückerl wertete bis 1977 Gerichtsakten aus NS-Prozessen zu den Abläufen in den NS-Vernichtungslagern aus. Helmut Krausnick und Hans Heinrich Wilhelm gaben 1981 eine gründliche Studie zu den Einsatzgruppen heraus. Eugen Kogon und andere dokumentierten 1983 den Einsatz von Giftgas in den NS-Vernichtungslagern.
Auch der Zusammenhang des Holocaust mit anderen NS-Massenverbrechen wurde seit etwa 1980 genauer untersucht. Christian Streit und Alfred Streim beschrieben 1981 und 1983 die Ermordung von Millionen sowjetischer Kriegsgefangener. Diemut Majer analysierte die rechtliche Diskriminierung von „fremdvölkischen“ Gruppen in Deutschland seit 1933. Ulrich Herbert legte 1985 eine Studie zum NS-Umgang mit osteuropäischen „Fremdarbeitern“ vor. Ernst Klee und Hans-Walter Schmuhl analysierten 1985 und 1987 die Krankenmorde von 1939/40 an Anstaltspatienten in Deutschland und Polen. Viele dieser Detailforschungen flossen in neuere Gesamtdarstellungen ein, etwa den historiografischen Überblick von Michael Marrus (1987) und die von etwa 200 Historikern erstellte Enzyklopädie des Holocaust (1989).
Die Öffnung osteuropäischer Archive in den 1990er Jahren ermöglichte detaillierte Untersuchungen zur Durchführung des Holocaust in Einzelregionen anhand von Originalquellen. So erschienen Arbeiten über die Judenverfolgung im Warthegau von Ian Kershaw (1992), in Lettland von Dieter Pohl (1993) und Andrew Ezergailis (1996), in Ostgalizien von Thomas Sandkühler (1996) und Dieter Pohl (1997), im Distrikt Lublin von Bogdan Musial (1999), in Belarus von Christian Gerlach (1999), in Ostoberschlesien von Sybille Steinbacher (2000). Ralf Ogorreck legte 1996 eine neue Arbeit über die Einsatzgruppen in der Sowjetunion vor.
Ferner wurde die Rolle verschiedener Teilbereiche von NS-Tätern, Behörden und Plänen bei der Judenvernichtung näher untersucht. Götz Aly und Susanne Heim wiesen 1991 nach, dass bereits die Pläne der Ostforschung der NS-Zeit auf das „Verschwinden“ der Juden hinausliefen. Wieweit sie die realen Entscheidungen zum Holocaust mit beeinflussten, ist ungeklärt. 1995 beschrieb Aly den Holocaust als Beginn und Teil der umfassenden NS-Völkermordpläne zur Änderung der Bevölkerungsstruktur Osteuropas. Christian Gerlach und andere stellten den Holocaust in den Kontext der gezielten deutschen Hungerpolitik in Osteuropa.
Zudem untersuchten Dieter Maier (1994), Wolf Gruner (1997), Norbert Frei, Bernd C. Wagner und andere (2000) das NS-System der Ausbeutung und „Vernichtung durch Arbeit“ in besonderen Lagern, Arbeitsaufträgen und Behandlungsweisen für vor allem jüdische Zwangsarbeiter. Maier und Gruner zeigten dabei die Rolle deutscher Arbeits- und Gemeindeverwaltungen seit 1938, Alfons Kenkmann und Bernd A. Rusinek (1999) die der Finanzbehörden auf. Hannes Heer und Klaus Naumann haben 1995 die Rolle der Wehrmacht beim Holocaust, den sie als Teil des rassistischen Vernichtungskrieges darstellen, untersucht und betont. Robert Jan van Pelt und Debórah Dwork haben 1996 anhand der Architekturgeschichte von Auschwitz den Entscheidungsprozess zum Holocaust untermauert. Die bauliche, funktionale und soziale Entwicklung der übrigen NS-Konzentrationslager haben Ulrich Herbert, Karin Orth und Christoph Dieckmann 1998, Karin Orth 2000 nochmals im Detail nachgezeichnet.
Die Regionalisierung und Diversifizierung der Forschung hat ältere Interpretationen des Holocaust als eines bürokratischen „Verwaltungsmordes“, den ein relativ überschaubarer Haupttäterkreis vorwiegend aus ideologischen Motiven (Intentionalisten) oder aus konkurrierenden, verselbständigten Behördeninteressen (Funktionalisten) organisierte und vollzog, korrigiert. Peter Longerich resumierte 2002:

„Je mehr die Forschung von thematischen Querschnitten, regional angelegten Arbeiten und von Mikrostudien geprägt wird, desto mehr wird deutlich, dass es sich bei der Ermordung der europäischen Juden um ein gigantisches Massaker an Millionen von Menschen handelt, verübt von mehr als hunderttausend Tätern und Helfern unter den Augen einer unabsehbar großen Zahl von Zeitgenossen, die in passiver Haltung Zeugen des Verbrechens wurden.“

## Täterforschung
Opferforschung und Täterforschung sind einander ergänzende Wege der Holocaust-Forschung. Neben zahlreichen Arbeiten von Historikern gibt es gerade zur Täterforschung eine Vielzahl von sozialpsychologisch und soziologisch ausgerichteten Beiträgen, die oft andere Leitbegriffe und empirische Untersuchungsmethoden verwenden. Die sozialpsychologische Täterforschung richtet sich vor allem auf die Verbrechen in den Konzentrationslagern und versucht auch, Einsichten für heutige Probleme politisch motivierter Gewalttätigkeit, Radikalisierung und Extremismus zu gewinnen, d. h. auch Konsequenzen für Erziehungsreformen.
Die Berichte von Überlebenden der Konzentrationslager bilden die wichtigste Grundlage der Opferforschung. Aus naheliegenden Gründen gibt es viel weniger Berichte seitens der Täter, die sich möglichst versteckten oder verleugneten, um nicht bestraft zu werden. Die Kriegsverbrecher-Prozesse vor dem Internationalen Gerichtshof in Nürnberg begannen im November 1945, und es folgten in den westlichen Zonen weitere Prozesse, die von den Besatzungsmächten durchgeführt wurden. In der späteren Bundesrepublik verlief die Einleitung von Strafprozessen aus juristischen und politischen Gründen nur stockend, u. a. wegen der mehrfachen Änderung der Gesetzgebung hinsichtlich Verjährung, Befehlsnotstand und Zuständigkeiten. Bereits unmittelbar nach dem Krieg wurden in Polen viele Prozesse über Kriegsverbrechen geführt und Todesurteile vollstreckt, auch in der Sowjetischen Besatzungszone SBZ und der Deutschen Demokratischen Republik DDR gab es zahlreiche NS-Prozesse. Es ist anzunehmen, dass eine große Zahl, wahrscheinlich die Mehrzahl der extremen SS-Täter in den Lagern und in den Einsatzgruppen nie vor ein Gericht kam.

### Psychologische und psychiatrische Untersuchungen
Bereits vor Prozessbeginn in Nürnberg gegen 22 Angeklagte aus der Führungselite von Partei, Regierung und Wehrmacht, Hermann Göring, Rudolf Heß, Ernst Kaltenbrunner u. a., begannen die psychologischen und psychiatrischen Untersuchungen der Angeklagten durch den amerikanischen Psychiater Douglas M. Kelley und später durch den hinzukommenden Psychologen Gustave Gilbert und den Gerichtspsychiater Leon Goldensohn. Die Untersucher erwarteten, in den erhaltenen Lebensläufen, durch Gespräche und testpsychologische Untersuchungen, u. a. Rorschachtest und Thematischer Apperzeptionstest die abnormen Eigenschaften und Verhaltensweisen dieser besonderen Gruppe von Tätern zu erkennen. Die Befunde lauteten, dass mit Ausnahme des Führer-Stellvertreters Rudolf Heß alle anderen als psychiatrisch weitgehend unauffällig zu beurteilen waren. In einer späteren Zusammenfassung der Untersuchungen schildert Jack El-Hai die Enttäuschung der Untersucher (vgl. Hannah Ahrendts Feststellung der „Banalität des Bösen“ anlässlich des Eichmann-Prozessess).
El-Hai zitiert aus einer Lesung des Psychiaters Kelley im Herbst 1946:„Ja, die Nationalsozialisten waren in Deutschland zum Teil wegen der kulturellen Vorgeschichte des Landes an die Macht gekommen. Aber die Deutschen‚ sind kein einzigartiges Volk‘, erklärte Kelley nicht lange nach der Hinrichtung der Verurteilten im Herbst …“ „Solche Menschen gibt es überall auf der Welt. Sie haben keine geheimnisvollen Persönlichkeitsmuster. Aber sie haben starke Triebe, und sie wollen an die Macht.“ (S. 211). „… Das US-amerikanische Volk,“ schlussfolgerte Kelley, täte „gut daran, sich seine eigene Kultur genau anzusehen, wenn es nicht wie die Nationalsozialisten in einen Strudel von Extremismus und Brutalität geraten wollte.“ (S. 212).
Täterforschung bei den letztlich ausführenden SS-Männern in den Vernichtungslagern, Arbeitslagern und Einsatzgruppen der Sicherheitspolizei und des SD ist schwierig, denn im Rückblick sind die Personen und deren Handlungen psychologisch differenziert zu beurteilen: der familiär, schulisch und politisch geprägte Sozialcharakter und die individuellen Persönlichkeitseigenschaften, die autoritäre Einstellung und der unbedingte Gehorsam, die latente Gewaltbereitschaft, in Abhängigkeit von der absoluten Autorität des Führers Adolf Hitler, eventuell bis zu Destruktivität und Sadismus gesteigert. Außerdem sind die situativen Bedingungen zu berücksichtigen: der dienstliche Einsatz, die allgemeinen und die aktuell erhaltenen Befehle, der eigene Ermessensspielraum und Handlungsalternativen sowie der Befehlsnotstand, d. h. zu erwartende Strafen bei Befehlsverweigerung oder Verstoß gegen Geheimhaltung. Dabei sind die Erinnerungen der Täter (und auch der Zeugen) an jahrzehntelang zurückliegende Ereignisse und die Selbstdarstellung der inhaftierten Täter kritisch zu interpretieren.
Einzelne Täterbiografien wurden von Historikern allein anhand von Akten verfasst. Sammelbände, in denen mehrere Historiker jeweils eine Fallstudie beitragen, verdeutlichen die fachlichen Grenzen, wenn zwar an Täterprofile und Typisierungen (Klassifikation) gedacht wird, ohne jedoch fortgeschrittene Konzepte der Persönlichkeitspsychologie und Sozialpsychologie zu berücksichtigen. Das Hauptziel der Täterforschung bleibt, die Wechselwirkung zwischen dem typischen Sozialcharakter, den individuellen Eigenschaften, den von Vorgesetzten erhaltenen Befehlen und den Anforderungen der aktuellen Situation zu analysieren.
Durch die Frankfurter Auschwitzprozesse wurden insbesondere drei SS-Männer mit Unteroffiziersrang, Josef Erber, Oswald Kaduk und Josef Klehr bekannt. Sie nahmen an der Rampe eine Selektion vor, führten Giftgas ein, gaben tödliche Injektionen oder verübten sadistische Gewalttaten. In der Reportage „Drei deutsche Mörder. Aufzeichnungen über die Banalität des Bösen“ (1978) von Ebbo Demant wurden sie in der hessischen Justizvollzugsanstalt Schwalmstadt interviewt.
Zu dem 60-minütigen Film gibt es eine Textfassung:
Diese Beispiele motivieren, trotz der – relativen – Unergiebigkeit der ersten psychiatrisch-psychologischen Untersuchungen in Nürnberg, vertiefende und methodisch überlegte Analysen zu unternehmen. Welche psychologischen und soziologischen Bedingungen des Geschehens sind zu erfassen, typisch für bestimmte Personengruppen oder kennzeichnend für eine Mehrheit, und wie sind diese in Ideen für eine reformierte Pädagogik umzusetzen?
Auch in der erzählten Zeitgeschichte Oral History gibt es neben den Zehntausenden von Lebensläufen der überlebenden Opfer vereinzelt Berichte von Tätern, u. a. in den Archiven der USC Shoa Foundation. und des United States Holocaust Memorial Museum (USHMM). Als Teile der kollektiven Erinnerung sind diese frei erzählten Lebensläufe auch hinsichtlich der Täter wichtig, doch sind ein Vergleich und eine Typisierung schwierig, falls keine Rückfragen bzw. kein gezieltes Interview folgten. Insbesondere in der Täterforschung unterliegen reine Aktenstudien, Fragebogen, Texte, Audio- und Video-Aufzeichnungen dieser Methodenkritik. – Zweifellos handelt es sich um fundamentale Erinnerungen an diesen schrecklichen Bereich deutscher Geschichte.

### Autoritäre Persönlichkeit
Der Sozialcharakter der Autoritären Persönlichkeit wurde grundlegend von Erich Fromm bereits Anfang der 1930er Jahre beschrieben. Die Ergebnisse der von ihm geleiteten bevölkerungsweiten Arbeiter- und Angestellten-Erhebung 1929 bis 1930, u. a. zur politischen und sozialen Einstellung konnte erst 1980 von Wolfgang Bonß veröffentlicht werden. Der Direktor des in die USA emigrierten Frankfurter Institut für Sozialforschung, Max Horkheimer, wahrscheinlich im Einvernehmen mit Theodor W. Adorno, hatte 1944 die Publikation untersagt.
Die Publikation des Buchs The Authoritarian Personality gilt als wissenschaftlicher „Meilenstein“, denn die Berkeley-Gruppe von R. Nevitt Sanford, Else Frenkel-Brunswik und Daniel J. Levinson, später ergänzt durch Theodor W. Adorno, wollte typische Persönlichkeitszüge und Einstellungen im Hinblick auf Antisemitismus und Faschismus erfassen. Mit dem neuen Fragebogen, der F-Skala, und anderen psychologischen Methoden wurden in den USA zahlreiche Personengruppen untersucht. Die naheliegende Ausweitung auf ehemalige Mitglieder der SS, SA, Waffen-SS und NSDAP, hat das 1950 nach Frankfurt zurückgekehrte Institut für Sozialforschung (Direktoren: Max Horkheimer, Theodor W. Adorno) nicht begonnen. Auch andere deutsche Sozialwissenschaftler oder Psychologen haben keine methodisch kontrollierte und an psychologischen Hypothesen orientierte Täterforschung, die über Einzelfälle hinausgeht, unternommen. Zumindest nach Abschluss eines Strafprozesses war es durchaus möglich, von den Inhaftierten schriftliche Lebensläufe zu erhalten und inhaltlich vorbereitete Interviews zu führen, falls auch die Gefängnisbehörden zustimmten.
Der allgemeineren Frage nach psychologischen Bedingungen von Gehorsamkeit gingen die amerikanischen Psychologen Stanley Milgram und Philip Zimbardo nach. Diese sozialpsychologischen Untersuchungen sind durch Publikationen und Filme bekannt geworden. Die Ergebnisse und die verallgemeinernden Interpretationen sind fachlich sehr umstritten, und ähnliche Untersuchungen zur Täterforschung sind heute aus forschungsethischen Gründen nicht mehr zulässig.

### Vertiefte Täterforschung
In ihrer Anlage und Methodik einzigartige Untersuchungen stammen von zwei Forschern. Der englische Psychiater Henry V. Dicks war zeitweilig Heerespsychiater und 1945/46 auch Berater bei der Planung der Entnazifizierung im Bereich der Britischen Besatzungszone; der tschechisch-amerikanische Auschwitz-Überlebende John Michael Steiner war später Soziologe und Sozialpsychologe an der Sonoma State University in Kalifornien. Beide orientierten sich auch an Fromms Konzeption der Autoritären Persönlichkeit und verwendeten außer Interviews und biographischen Analysen einen standardisierten Fragebogen (siehe F-Skala). Dicks (1950) interviewte mit Hilfe von Mitarbeitern etwa 1000 deutsche Kriegsgefangene in englischen Lagern und stufte diese hinsichtlich der Ausprägung fanatischer bzw. faschistischer Einstellungen (F-Syndrom, ähnlich der F-Skala) ein; mit 138 Gefangenen gab es ausführliche Interviews und differenzierte psychologische Einstufungen. In deutschen Gefängnissen untersuchte Dicks (1972) Ende der 1960er Jahre neun, zu mehrfach lebenslänglicher Haft Verurteilte, vorbereitet durch Akten und biographische Daten. Seine psychoanalytisch-psychiatrisch orientierte Analyse richtete sich einerseits auf die politischen und ideologischen Rahmenbedingungen, andererseits auf die Persönlichkeitszüge und die zugrundeliegenden Motive.
Steiners Täterforschung begann Ende der 1950er Jahre mit seiner Doktorarbeit an der Albert-Ludwigs-Universität Freiburg, anschließend weitergeführt als Forschungsstipendiat mit Interviews von Zeitzeugen (1976, 1980). Der ehemalige General der Waffen-SS Felix Steiner (kein Verwandter) und die Hilfsgemeinschaft auf Gegenseitigkeit der Angehörigen der ehemaligen Waffen-SS HIAG sowie General a. D. Kurt Zeitzler ermöglichten es, insgesamt 563 ehemalige Angehörigen der Waffen-SS und SS sowie der Wehrmacht anonym zu untersuchen. Der Fragebogen war von der amerikanischen F-Scale abgeleitet und durch einige Fragen erweitert. Die ehemaligen SS-Angehörigen äußerten sich im Unterschied zu den Angehörigen der Wehrmacht stärker autoritätsbezogen, konformistisch und gehorsam, intolerant, engstirnig und rigide, u. U. latent feindselig. Mit hohen F-Skalenwerten waren die Einstellungen assoziiert: Rückblick auf die Zugehörigkeit zur Waffengattung mit Genugtuung, Staatsform eher Monarchie bzw. Diktatur als Demokratie, Treue und Ehre wichtiger als Gerechtigkeit, Sympathie für den Beruf des Soldaten und Präferenz für Marschmusik.
Außerdem gelang es Steiner, sechs Offiziere der Waffen-SS zu ausführlichen Lebensläufen anzuregen, darunter je ein Adjutant von Adolf Hitler und Heinrich Himmler, außerdem fanden sich vier inhaftierte, zu lebenslänglicher Haft verurteilte Täter bereit, ihre Lebensläufe zu schreiben, teils auch Interviews zu geben: Josef Erber, Hubert Gomerski, Josef Klehr und Martin Sommer. Aus dem Nachlass Steiners sind zehn Lebensläufe veröffentlicht und kommentiert.
Steiners Engagement ist auch in den Medien zu erkennen, u. a. in der mehrfach wiederholten, vierteiligen Dokumentation „Gesichter des Bösen“.
Wenn heute vielfach Begriffe wie Gewaltforschung oder Hasskriminalität statt der enger gefassten Holocaust-Täterforschung verwendet werden, ist umso deutlicher, dass interdisziplinäre Forschung unerlässlich ist: eine Verbindung von Persönlichkeitspsychologie, Sozialpsychologie, Soziologie und Zeitgeschichte bis zur Pädagogik. Auch die heutige Forschung zu Extremismus und Radikalisierung sowie die Entwicklung und Erfolgskontrolle (Evaluation) von Aussteigerprogrammen und die Kriminalprävention erfordern eine entsprechende Kooperation. Dies gilt auch für eine konsequente Erziehungsreform, um nicht bloß abstraktes historisches Wissen über Zeitgeschichte und Ethik zu vermitteln, sondern Empathie und soziale Handlungskompetenz: „Nur Erinnerung und Erziehung können neuen Furchtbarkeiten und Genoziden vorbeugen.“

## Kontroversen zum Nahostkonflikt
Die ersten Holocaustforscher solidarisierten sich im Nahostkonflikt klar mit Israel. Raul Hilberg etwa nannte die Gründung des Staates eine der größten Errungenschaften der gesamten Geschichte und betrachtete Antizionisten grundsätzlich als „Hauptfeinde des Judentums“. In der Folgezeit führten viele die These von der Einzigartigkeit der Shoa als Argument dafür an, dass auch Israel einzigartig sein müsse, und zwar einzigartig gut und einzigartig geschützt, um ihre Wiederholung zu verhindern. Dagegen erhob sich seit den 1990er Jahren Widerspruch: zum einen von den Neuen israelischen Historikern, die etwa auf die gewaltsame Vertreibung der Palästinenser 1948 verwiesen; zum anderen durch die Vergleichende Völkermordforschung, die den Holocaust als einen Völkermord unter vielen betrachtete und ihn in Beziehung setzte etwa zu den Verbrechen aus der Zeit des Kolonialismus. Hierzu gehörten unter anderem Michael Rothberg, A. Dirk Moses, Amos Goldberg, Moshe Zimmermann und Omer Bartov. Sie kritisieren seit den 2010er Jahren die israelische Besatzungspolitik mit zunehmender Schärfe. Goldberg etwa warf der Gedenkstätte Yad Vashem vor, sie helfe bei der der Kultivierung einer israelischen „Opferidentität“, die „ein äußerst mächtiges und nützliches diplomatisches Werkzeug […] zur Aufrechterhaltung der Besatzung in Palästina“ sei. Dies führte zu einer Kontroverse um eine der wichtigsten Zeitschriften der vergleichenden Völkermordforschung, das Journal of Genocide Research. Ihm warf der israelische Holocaustforscher Israel W. Charny 2016 „Verharmlosung der Bedeutung des Holocausts, israelfeindliche Motive, antisemitische Bedeutungen“ vor. Die Spaltung unter den Holocaustforschern zeigte sich auch in den unterschiedlichen Definitionen von Antisemitismus, die sie jeweils unterstützen: die Definition der International Holocaust Remembrance Alliance (2016) inkludiert explizit israelkritische und antizionistische Positionen wie die Kampagne Boycott, Divestment and Sanctions, wohingegen die Jerusalemer Erklärung zum Antisemitismus (2021) diese als nicht zwingend antisemitisch beschreibt. Nach dem Terrorangriff der Hamas auf Israel 2023 und dem Krieg in Gaza, der darauf folgte, vertiefte sich diese Spaltung noch: Forscher wie Raz Segal, Omer Bartov, Amos Goldberg und Barry Trachtenberg, die zur vergleichenden Völkermordforschung zu rechnen sind, sehen in der Kriegführung der israelischen Verteidigungsstreitkräfte Züge eines Völkermords. Die Mehrzahl der Holocaustforscher, darunter Yehuda Bauer, Michael Berenbaum, Jeffrey Herf und Jan Grabowski weisen dies zurück. Nach Einschätzung der amerikanischen Historikerin Shira Klein wird die Auseinandersetzung mit so großer Bitterkeit geführt, wie sie zuvor in den 1970er in der Kontroverse zwischen Intentionalisten und Funktionalisten zu beobachten gewesen sei.

## Quellen und Dokumente

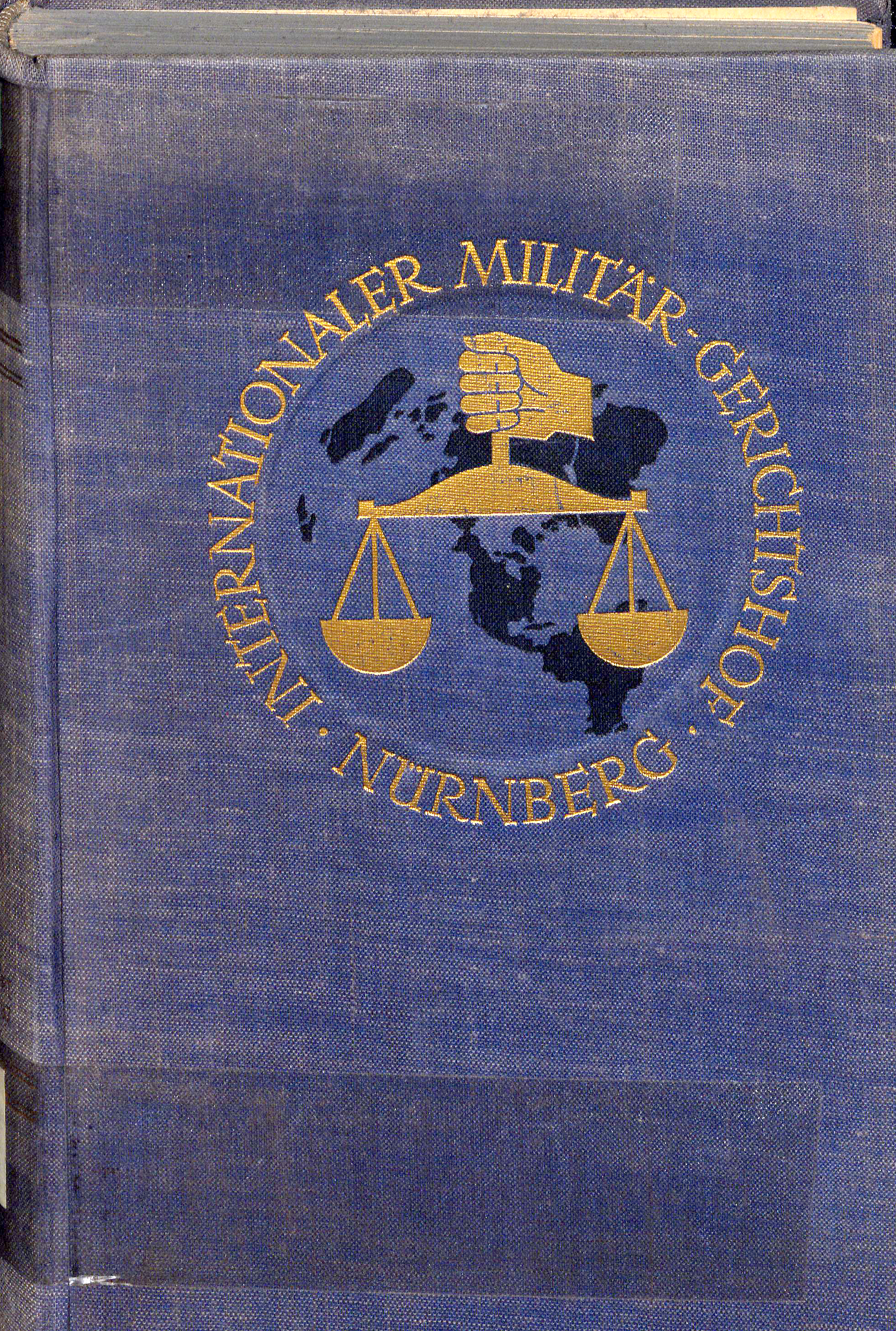
Der Prozess gegen die Hauptkriegsverbrecher (deutsch)

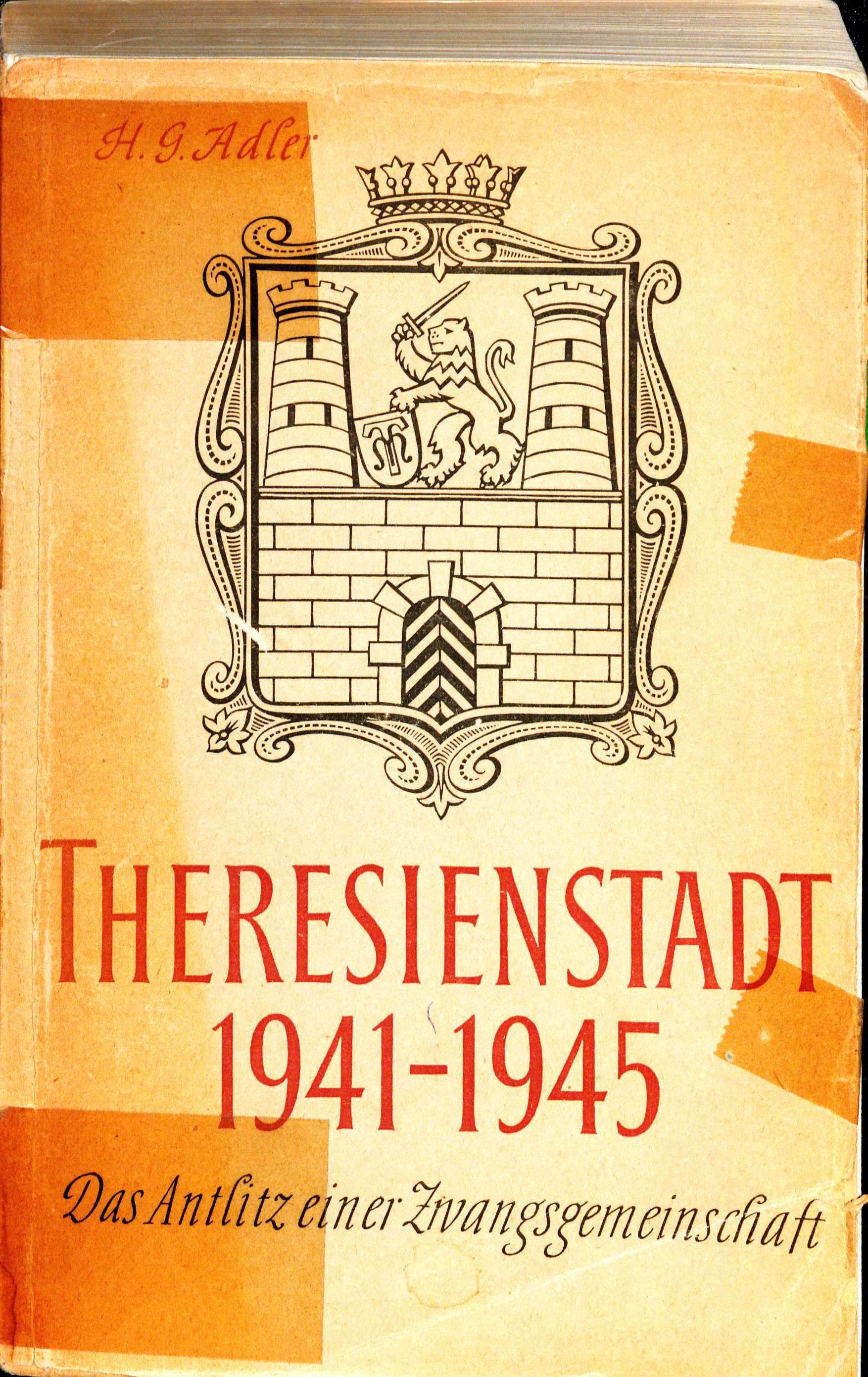
H.G. Adler: Theresienstadt (1955)